# Миньківці (Дубенський район)
Ми́ньківці — село в Україні, у Смизькій селищній громаді Дубенського району Рівненської області. Населення становить 164 особи.

## Географія
Селом тече річка Іква.

## Історія
У 1906 році село Вербівської волості Дубенського повіту Волинської губернії. Відстань від повітового міста 30 верст, від волості 12. Дворів 51, мешканців 358.
7 (20) листопада 1917 року, відповідно до Третього Універсалу Української Центральної Ради, увійшло до складу Української Народної Республіки.
27 жовтня 1944 року в околицях села Миньківці викрито дві криївки УПА.
З 2016 року входить до складу Смизької селищної громади.
12 червня 2020 року, відповідно до розпорядження Кабінету Міністрів України № 722-р від «Про визначення адміністративних центрів та затвердження територій територіальних громад Рівненської області», увійшло до складу Смизької селищної громади.
19 липня 2020 року, в результаті адміністративно-територіальної реформи та ліквідації  Дубенського (1939—2020) району, село увійшло до складу новоутвореного Дубенського району.